# Miguel Delibes
Miguel Delibes Setién MMT (Valladolid, 1920. október 17. – Valladolid, 2010. március 12.) spanyol regényíró, újságíró és lapszerkesztő, aki a '36-os nemzedék mozgalomhoz kötődött. 1975-től haláláig a Spanyol Királyi Akadémia tagja volt, ahol az „e” betűs helyet foglalta el. Kereskedelmi végzettségű, karikaturistaként és rovatvezetőként kezdte pályafutását. Később az El Norte de Castilla című regionális újság szerkesztője lett, majd fokozatosan kizárólag a regényírásnak szentelte magát.
Kasztília növény- és állatvilágának ismerője volt, és szenvedélyesen szerette a vadászatot és a vidéket. Ezek gyakori témák voltak írásaiban, és gyakran írt a városlakó szemszögéből, aki továbbra is kapcsolatban maradt a vidéki világgal.
A polgárháború utáni spanyol irodalom egyik vezető alakja volt, számos irodalmi díjat nyert. Több művéből színdarabot adaptáltak vagy filmet forgattak, és többek között a cannes-i filmfesztiválon is díjat nyert. Heinrich Böllel és Graham Greene-nel együtt a huszadik század második felének egyik legjelentősebb katolikus írójaként tartják számon. 1974-ben bekövetkezett halála mélyen megviselte feleségét. 1998-ban vastagbélrákot diagnosztizáltak nála, amiből soha nem gyógyult fel teljesen. 2010-ben halt meg.

## Életrajza

### Fiatalkora és tanulmányai

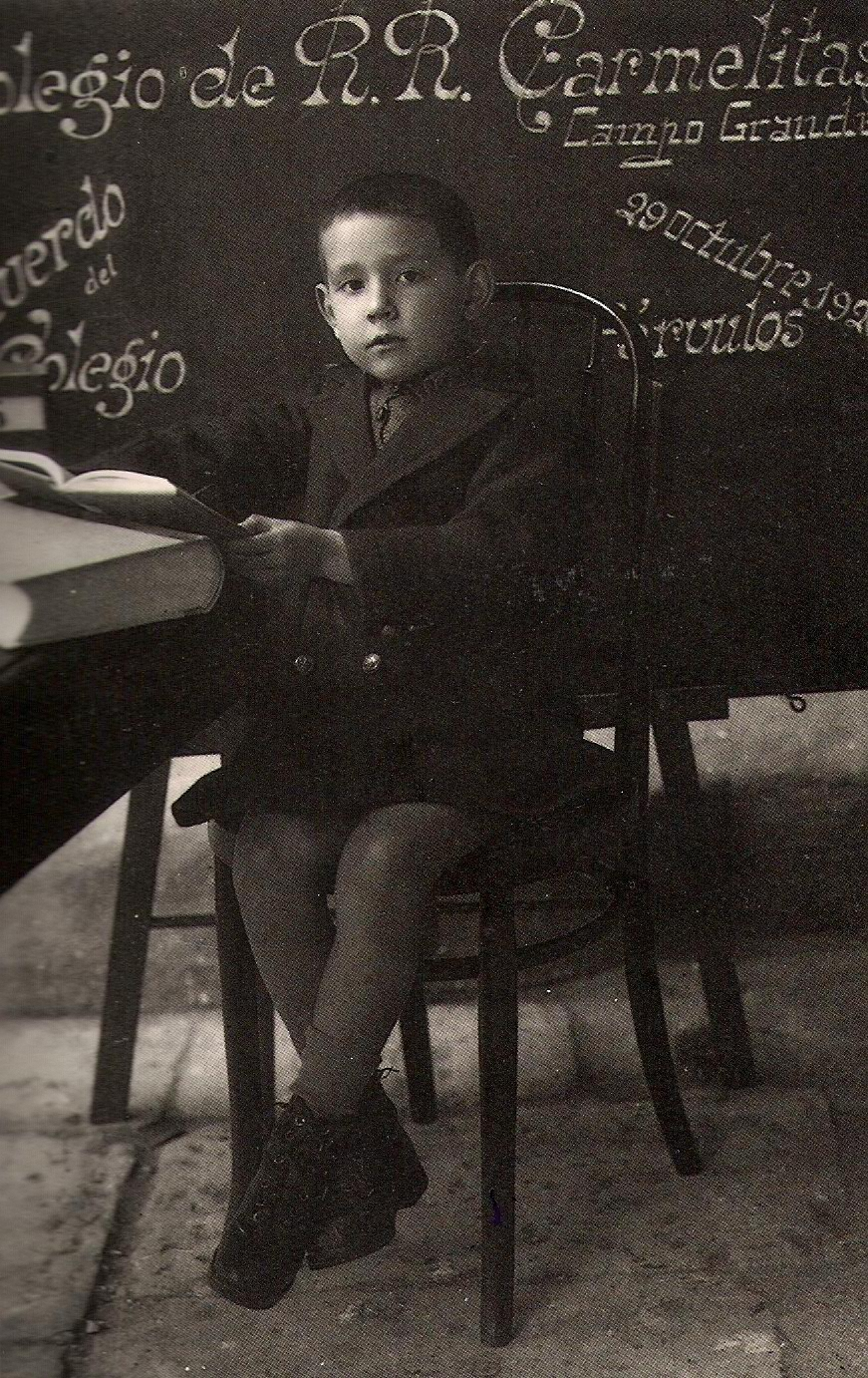
Miguel Delibes hatéves korában a valladolidi Colegio de las Carmelitas iskolai fényképén.

Miguel Delibes 1920. október 17-én született Valladolidban, María Setién és Adolfo Delibes házasságából született nyolc gyermek közül harmadikként. Apja a kantabriai Molledo városában született és halt meg, ahol Miguel sok nyarat töltött. Az írót 2009-ben Valladolid örökbefogadott fiának nevezték. A Delibes név francia eredetű, és Toulouse-ból származik. Miguel nagyapja a francia zeneszerző, Léo Delibes testvére volt, és Spanyolországba költözött, hogy részt vegyen a kantabriai vasút építésében. Apja a Valladolidi Gazdasági Főiskola jogászprofesszora volt. Miguel a valladolidi Lourdes-i Miasszonyunk Főiskolába járt. A spanyol polgárháború kitörése után, 1938-ban jelentkezett a haditengerészethez a nacionalisták oldalán. A Canarias cirkálón szolgált, amely a mallorcai térségben tevékenykedett. A háború végén, 1939-ben visszatért szülővárosába, ahol kereskedelmi és jogi tanulmányokat folytatott. Ezután beiratkozott a valladolidi Escuela de Artes y Oficios (Művészeti és Kézműves Iskola) iskolába, ahol művészi képességeit fejlesztette. 1941-ben karikaturistaként kapott állást Valladolid vezető újságjánál, az El Norte de Castillanál.
1946. április 23-án feleségül vette Ángeles de Castrót, aki később az egyik legnagyobb irodalmi ihletője lett. Nászútjukat a kantábriai Molledóban töltötték.

### Korai irodalmi pályafutása
A házasságkötése után Delibes irodalmi karrierje igazán beindult, és egy hároméves időszak vette kezdetét, amely meghatározta pályafutását. 1947-ben kezdte el írni első regényét, a La sombra del ciprés es alargada (A ciprus hosszú árnyéka) címűt, amely a következő évben elnyerte a Premio Nadal díjat, és ezzel a spanyol irodalmi életben való megjelenését jelezte. Aún es de día (Még nappal van) című regénye 1948-ban jelent meg, erősen cenzúrázva.
Családja ugyanebben az időszakban gyarapodott. Fia, Miguel, aki később híres biológus lett, 1947-ben született. Lánya, Ángeles, aki szintén neves biológus és kutató lett, a következő évben született, 1949-ben pedig megszületett harmadik gyermeke, Germán.
1950-ben az író irodalmi pályájának új szakasza kezdődött. Miután tuberkulózisban szenvedett, kiadta harmadik regényét, az El camino (Az út) címűt. A regény egy vidékről a városba költöző fiú életének felfedezéséről és élményeiről szól. A mű jelentette a háború utáni spanyol elbeszélőirodalom végső szentesítését. Ebben az évben született meg lánya, Elisa, aki később spanyol- és franciatudományból diplomázott.
1952-ben az El Norte de Castilla című újság igazgatóhelyettesévé nevezték ki, és a cenzúrával folytatott harcai egyre közvetlenebbé és gyakoribbá váltak. Az író életének egy új szakaszába lépett, amelyben gyakorlatilag minden évben új művet jelentetett meg, nevezetesen: Mi idolatrado hijo Sisí (Imádott fiam, Sisí) 1953, La partida (A búcsú) 1954, Diario de un cazador (Egy vadász naplója) 1955 -Premio Nacional de Narrativa-, Un novelista descubre América (Egy regényíró felfedezi Amerikát) 1956, Siestas con viento sur (Déli szélben szundít) 1957 -Fastenrath-díj-, Diario de un emigrante (Egy emigráns naplója) 1958, és La hoja roja (A vörös levél), 1959. Ez utóbbi regény egzisztencialista tartalmú, és egy fényképészről szól, aki nyugdíjazása küszöbén felidézi életét. 1956-ban született meg fia, Juan Delibes. Ő is biológus lesz, mint testvérei, és apjához hasonlóan rajong a vadászatért és a halászatért. 1958-ban az írót kinevezték az El Norte de Castilla igazgatójának.

### Irodalmi csúcspont

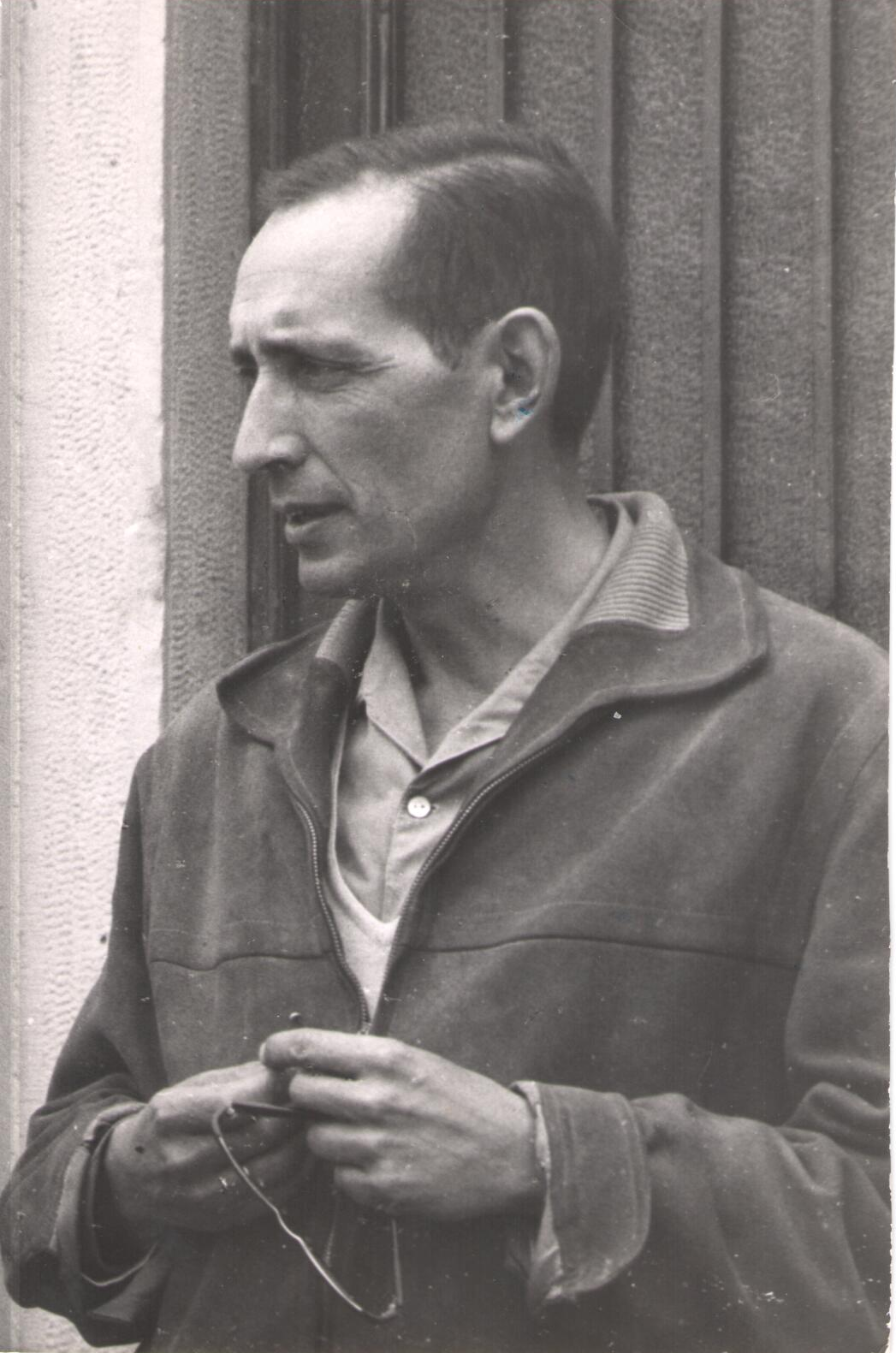
Miguel Delibes az 1960-as években a sedanói (Burgos) „menedékhelyén”.

Az 1960-as évek jelentették Delibes irodalmi pályafutásának fénykorát. Ezt az időszakot hatodik fia, Adolfo (a későbbi diplomás biológus) születése és egy németországi látogatás jellemezte, ahol több egyetemet is meglátogatott. Az irodalmi időszakot a Viejas historias de Castilla la Vieja (Régi mesék a régi Kasztíliából) című kötet 1960-as, valamint a Por esos mundos (Ezen világoknak) című 1961-es megjelenése nyitotta meg. 1962-ben Delibes kiadta Las ratas (A patkányok) című művét, egyik remekművét. A mű önéletrajzi anekdoták sorozatából építi fel a történetet, amely egy eltűnt kasztíliai falu vidéki környezetét idézi fel. A könyv elnyerte a Premio de la Crítica (a kritikusok kasztíliai szépirodalmi díját). Ugyanebben az évben megszületik Camino, az utolsó a hét gyermeke közül. Camino később filozófia és irodalom szakon diplomázott. Szintén ebben az évben forgatták le az El camino filmváltozatát Ana Mariscal rendezésében. 1963 viharos év volt: Delibes június 8-án lemondott az El Norte de Castilla igazgatói posztjáról, miután több nézeteltérése is volt Manuel Fragával, az információs és idegenforgalmi miniszterrel. 1964-ben hat hónapot töltött az Egyesült Államokban a Marylandi Egyetem Idegen Nyelvek és Irodalom Tanszékének vendégprofesszoraként. Visszatérése után megírta és kiadta a Cinco horas con Mario (Öt óra Marióval) című művét, amelyet remekművének tartanak. A regény egy nő monológja, aki elhunyt férje virrasztását tartja, miközben a férfival kapcsolatos emlékeit meséli el. Az Egyesült Államokból való visszatérése után megjelent további könyvei: USA y yo (Az Egyesült Államok és én) és La milana (A sárkány). A következő években Csehszlovákiában járt, és kiadta a Parábola del náufrago (szó szerint: Példabeszéd az elvetettről) című írását. Később, az 1970-es években több könyvet is írt a vadászatról, amely tevékenységet szenvedélyesen űzött, és történeteket írt. Ezt követően adta ki az Un año de mi vida (Egy év az életemből) című személyes naplóját.
1973. február 1-jén Miguel Delibes-t megválasztották a Spanyol Királyi Akadémia tagjává, az „e” székbe, amely Julio Guillén halála után üresen maradt. Ugyanezen év decemberében az Amerikai Spanyol Társaság tagjai közé is beválasztották. Még az év vége előtt megjelent El príncipe destronado (A trónfosztott herceg) című tizenegyedik regénye. 1974. november 22-én feleségét, Angela de Castrót 50 éves korában érte a halál. Halála mély nyomot hagyott az íróban élete hátralévő részében.
Végül 1975. május 25-én megtartotta székfoglaló beszédét a Spanyol Királyi Akadémián. Damaso Alonso, a '27-es generáció egyik vezető tagja, a Spanyol Királyi Akadémia akkori elnöke adta át Miguel Delibesnek az akadémiai kitüntetést. Beiktatási beszéde, A haladás értelme a munkámból, amelyet később Un mundo que agoniza (Egy világ, amely agonizál) címmel könyvvé szerkesztett. Ugyanebben az évben látott napvilágot Las guerras de nuestros antepasados (Őseink háborúi) című tizenkettedik regénye. A következő három évben több vadászatról szóló könyvet és egyetlen horgászatról szóló könyvét, a Mis amigas las truchas (Barátaim, a pisztrángok) címűt adta ki. Ezt az időszakot az El disputado voto del señor Cayo (Cayo úr vitatott szavazata), tizenharmadik regényének megjelenése zárta. 1979-ben mutatták be Spanyolországban az Öt óra Marióval színpadi változatát Valladolid vezető színésznője, Lola Herrera főszereplésével. A siker miatt a darabot többször is felújították. Ugyanebben az évben jelent meg Castilla, lo castellano, los castellanos (Kasztília, kasztíliai kultúra, a kasztíliaiak) című elbeszélő antológia.

### 1980 és 1990: díjak

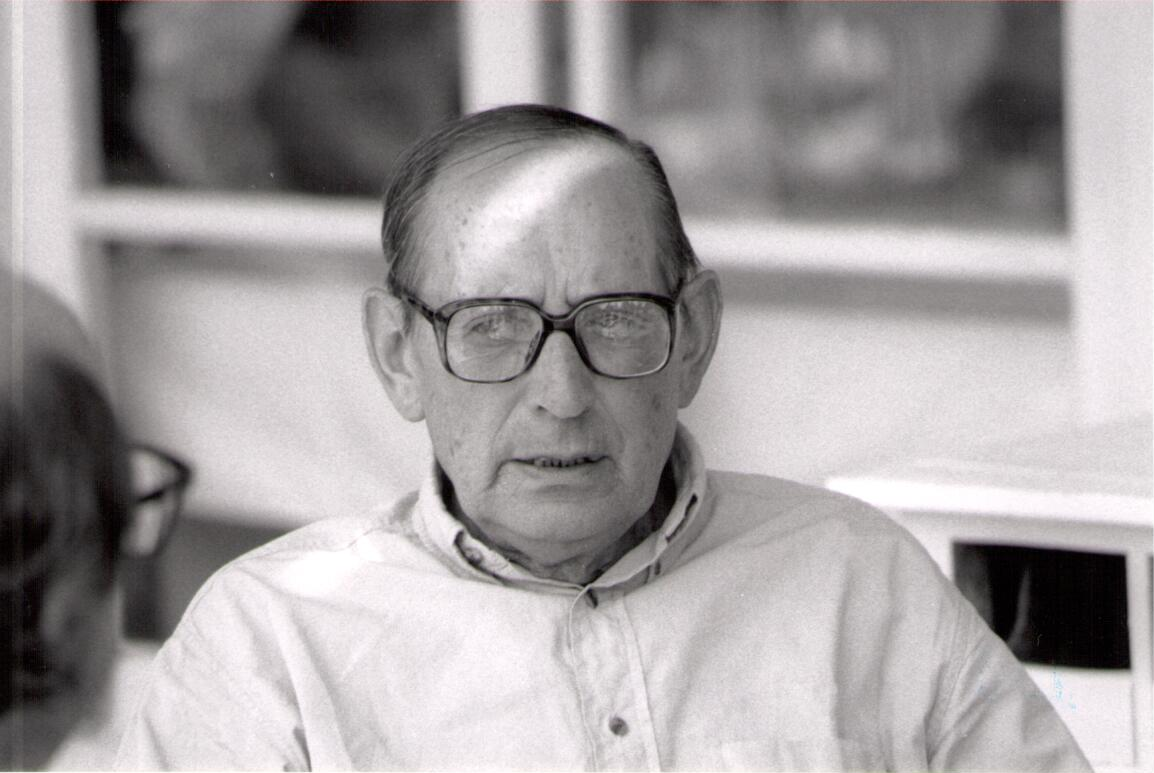
Delibes az El Escorialban (1991. július)

1980-ban a Valladolidban megrendezett hetedik nemzetközi könyvkereskedői kongresszus tisztelgett az író előtt. Ennek az időszaknak a nagy címe az 1981-ben megjelent Los santos inocentes (A szent ártatlanok) volt. A könyv egyfajta társadalmi röntgenfelvétel, amely egy vidéki család leépülését meséli el a vidéki Extremadura caciques (főnökök) cselekedetein keresztül. 1982-ben megkapta az Asztúria hercegnője díját, megosztva azt Gonzalo Torrente Ballesterrel; és részt vett az olaszországi Reggio Emiliában megrendezett „Az irodalom az emberért” kongresszuson. Ebben az évtizedben vadászatról szóló könyveket, elbeszéléseket és újságcikk-gyűjteményeket adott ki. 1983-ban a Valladolidi Egyetem díszdoktorrá avatta. A következő évben a tartományi kormány Kasztília és León irodalmi díját kapta. Ugyanebben az évben Miguel Delibes-t a spanyol könyvkereskedők az „év írójának” választották, és elismerésképpen Aranykönyv-díjjal tüntették ki. Az év végén Los santos inocentes című művéből filmet is forgattak. A filmben nyújtott alakításáért Alfredo Landa és Francisco Rabal színészdíjat kapott a Cannes-i Filmfesztiválon. 1985-ben megjelent El tesoro (A kincs) című könyve, és megkapta a Francia Köztársaság Művészeti és Irodalmi Rendje díjat. A következő években Valladolid kedvenc fiának nevezték ki, megjelentette a Castilla habla (Kasztília beszél) című könyvét, a madridi Complutense Egyetem díszdoktori címet adományozott neki, és részt vett olyan művek színházi adaptációjában, mint A vörös levél és az Őseink háborúi. 1987-ben megjelent Madera de héroe (A hősök dolga) című könyve a hősiesség fogalmával foglalkozik a spanyol polgárháború idején. Elnyerte a Premio Ciudad de Barcelona díjat.
1990. május 7-én a németországi Saar-vidéki Egyetem díszdoktori címet adományozott neki. Egy évvel később, 1991. május 30-án a Kulturális Minisztérium a spanyol irodalomért járó nemzeti díjjal tüntette ki. A Málagai Egyetem az V. Kortárs Spanyol Irodalmi Kongresszuson Miguel Delibes: az író, a műve és az olvasók címmel tisztelgett előtte. Ugyanebben az évben jelent meg a Señora de rojo sobre fondo gris (Hölgy pirosban, szürke háttérrel) című műve, amely egyértelműen a feleségét idézi meg. A következő évben Madridban került sor a Találkozás Miguel Delibes-szel című meetingre. A spanyol irodalomért járó nemzeti díj alkalmából rendezték meg, és összesen hét konferenciát és négy kerekasztal-beszélgetést foglalt magában, amelyek Miguel Delibes műveivel foglalkoztak.

### Irodalmi megállás és utolsó évek

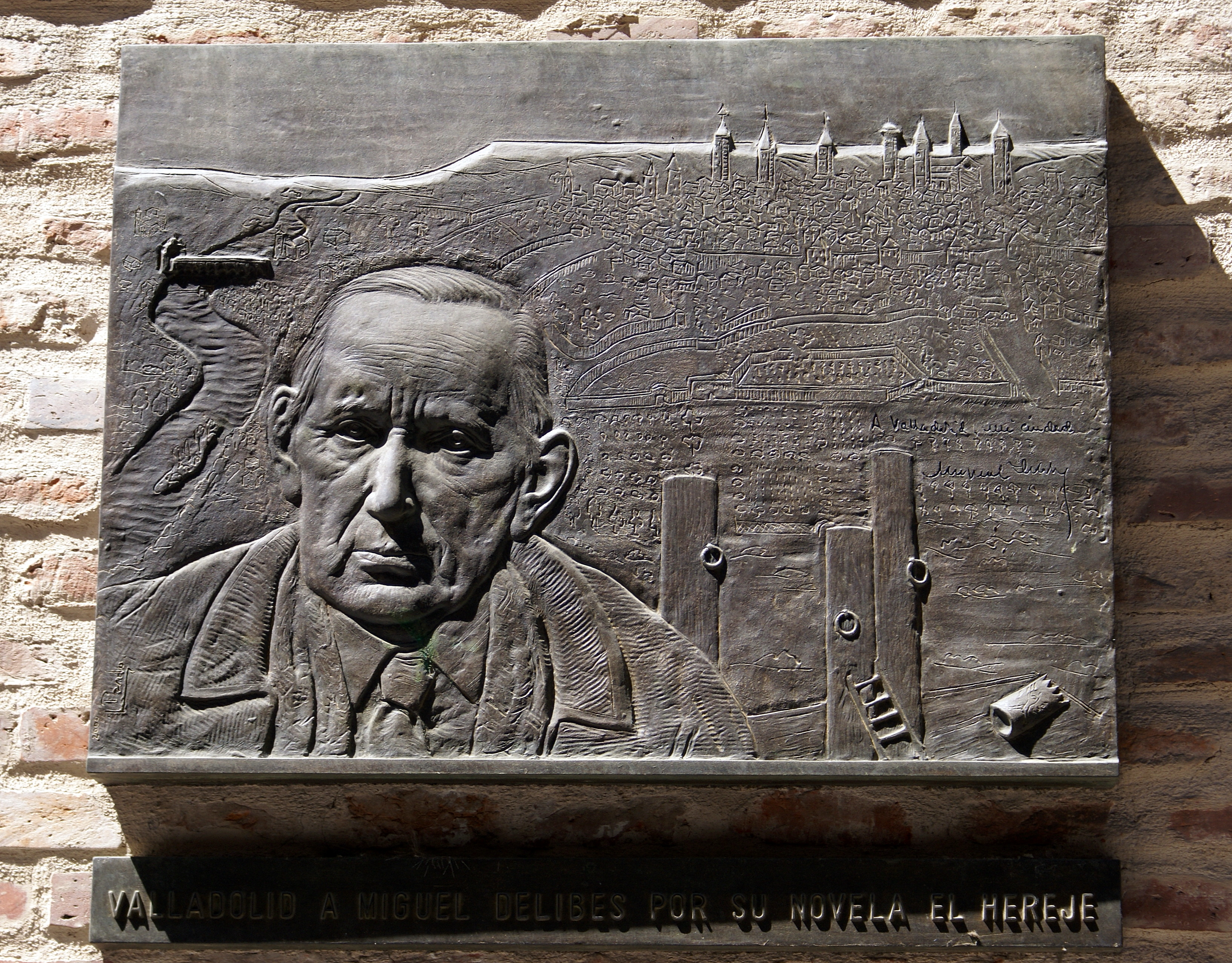
Miguel Delibes emléktáblája, amelyet Valladolid városa állíttatott regénye, a El hereje (Az eretnek) tiszteletére.

Utolsó nagy műve, az El hereje (Az eretnek), amely Valladolidnak állít emléket, 1998-ban jelent meg, és elnyerte a Nemzeti Irodalmi Díjat az elbeszélésekért. A díj átvételekor a szerző kijelentette, hogy 79 évesen „szögre akasztotta az írófelszerelést”. Az ezredforduló elején megalapították a Miguel Delibes Tanszéket. A tanszék székhelye a New York-i és a Valladolid-i egyetemen van, és céljai között szerepel a kortárs spanyol irodalom tanulmányozásának elősegítése, az irodalom megismertetése az Egyesült Államokban, valamint terjesztése az új technológiák segítségével.
Az El hereje megjelenése után írói pályája gyakorlatilag megállt, főként a vastagbélrák miatt, amely az írót utolsó nagy regénye megírásának utolsó szakaszában támadta meg, nagyrészt rokkanttá vált, és egyre nagyobb apátiának esett áldozatul. Utolsó könyve, a 2005-ben megjelent La tierra herida (A megsebzett föld) egy párbeszéd formájában jelenik meg közte és legidősebb fia, Miguel Delibes, a Doñana Nemzeti Park egykori vezetője között. A könyv az éghajlatváltozásról szóló megható beszámoló. 2007-ben megkapta a spanyol irodalomért járó Quijote-díjat, bár a későbbi években irodalmi termése gyakorlatilag a nullára csökkent, csupán néhány címmel, például a De Valladolid (Valladolidból) cíművel. Mivel fogyatékos volt, I. Juan Carlos spanyol király és Zsófia spanyol királyné személyesen látogatta meg az írót valladolidi otthonában, miután megkapta az emberi értékekért járó Vocento-díjat. Városa azzal ismerte el, hogy a regénye alapján létrehozták az Eretnekek útját, és felépítették a Centro Cultural Miguel Delibes-t, amely egyszerre konzervatórium és előadóterem, valamint kongresszusi központ.
Kasztília és León autonóm közösségének elnöke 2009 novemberében Kasztília és León aranyérmét adományozta neki „a kasztíliai nyelv védelmének elismeréseként”, és a szerzőt „mesteri mesemondónak” nevezte.
Hasonlóképpen, Kasztília és León Juntája, valamint számos spanyol és nemzetközi kulturális és szellemi intézmény többször javasolta őt Nobel-díjra, legutóbb az Írók és Könyvkiadók Társasága 2010-ben Ernesto Cardenal és Ernesto Sabato mellett.

### Politika
Bár Delibes a spanyol polgárháború alatt a nacionalisták oldalán harcolt, megdöbbentette az elnyomás mértéke, Franco ellen fordult, és a demokrácia helyreállításán dolgozott Spanyolországban. 1963-ban kénytelen volt lemondani az El Norte de Castilla című újság igazgatói posztjáról, mert nem volt hajlandó követni a sajtószabadságot korlátozó hivatalos utasításokat. Delibes szerint a reformáció gazdagította a katolikus hitet. Azon a véleményen volt, hogy a spanyol polgárháború elkerülhető lett volna, ha az egyháznak olyan reformpápája lett volna, mint XXIII. János, aki kibékült volna az akkori modernitással. Liberális katolikusként jellemezték, aki a felszabadítási teológia és Franco tekintélyelvű katolicizmusa között próbált középutat találni.

### Halála

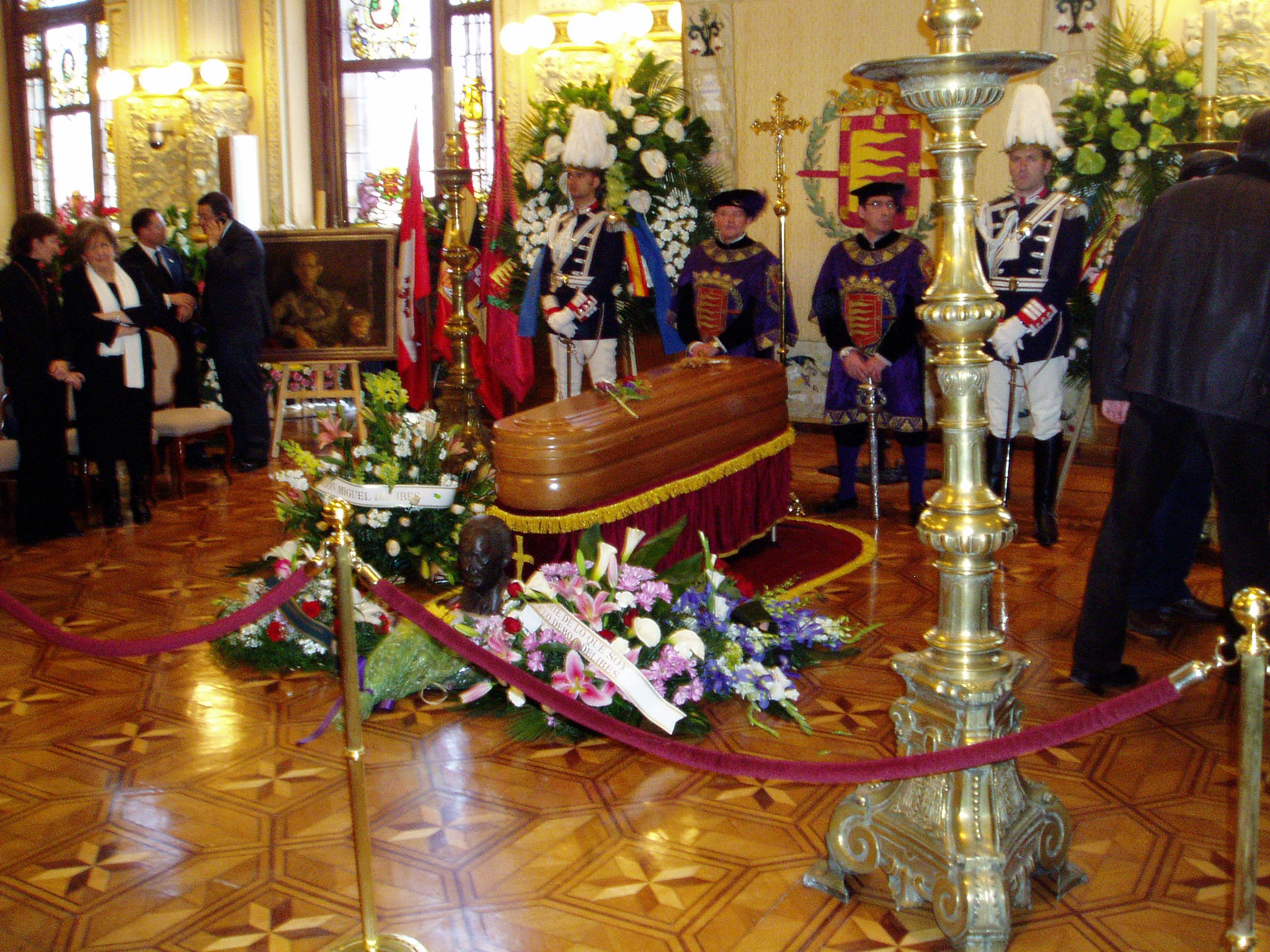
Miguel Delibes koporsója a valladolidi városháza fogadótermében felállított ravatalozó kápolnában.

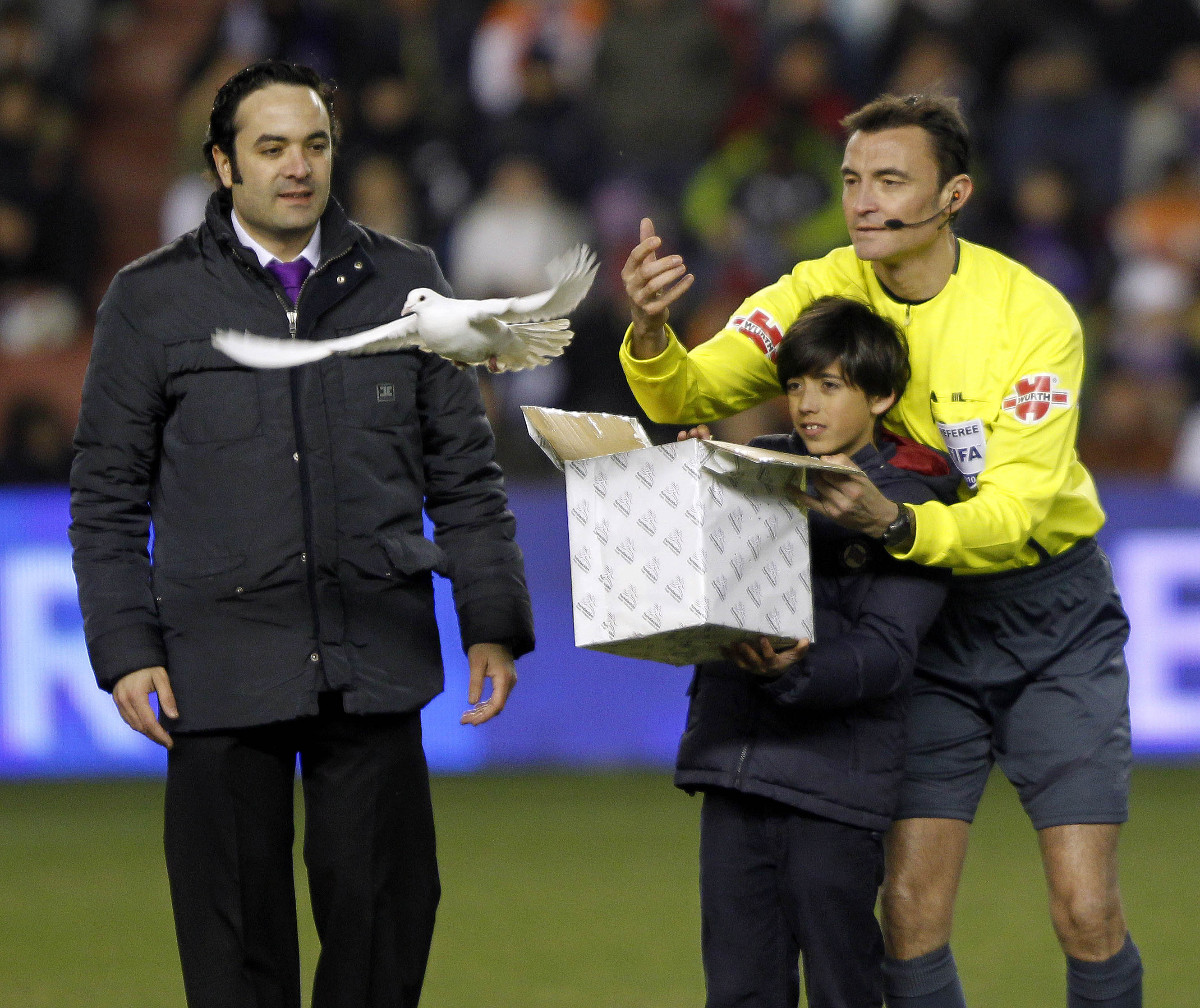
Az íróra emlékező rendezvények Valladolidban a halálát követő hétvégén. A képen Mejuto González, a Real Valladolid és a Real Madrid közötti spanyol első liga mérkőzés játékvezetője kíséri az író unokáját a Miguel Delibes tiszteletére rendezett fehér galamb felengedésénél.

2010 márciusának első napjaiban egészségi állapota egyre romlott, és március 11-én az író kritikus állapotban volt, eszméleténél, de erősen nyugtatózva, és családja órákon belül halálát várta. 2010. március 12-én kora reggel Valladolidban lévő otthonában halt meg végül Miguel Delibes 89 éves korában, az 1998-ban először diagnosztizált vastagbélrákban. Temetőkápolnáját aznap reggel állították fel a valladolidi városháza fogadótermében. Többek között olyan személyiségek látogatták meg, mint Lola Herrera, Concha Velasco, Maria Teresa Fernandez de la Vega miniszterelnök-helyettes, Juan Vicente Herrera, Kasztília és León elnöke és Ángeles González-Sinde kulturális miniszter, valamint több mint 18 000 ember.
Temetésére március 13-án délelőtt került sor a valladolidi katedrálisban. Földi maradványait elhamvasztották és a Valladolidi Illusztris Emberek Pantheonjában temették el olyan személyiségek közé, mint José Zorrilla és Rosa Chacel. Valladolid város tanácsa megadta a kiváltságot, hogy feleségének, Ángelesnek elhamvasztott maradványait is ebbe a temetőbe szállítsák, hogy Delibes mellé temessék, ezzel eleget téve régóta hangoztatott kívánságának.

## Művei
- La sombra del ciprés es alargada (1947) Premio Nadal
- Aún es de día (1949)
- El camino (1950)
- La barbería (1950)
- El loco (1953)
- Mi idolatrado hijo Sisí (1953)
- La partida (1954)
- Envidia (1955)
- Diario de un cazador (1955) Premio Nacional de Literatura(wd)
- Siestas con viento sur (1957) Fastenrath Award(wd)
- Diario de un emigrante (1958)
- La hoja roja (1959) Premio de la Fundación Juan March
- Las ratas (1962) Premio de la Crítica
- Europa: parada y fonda (1963)
- La caza de la perdiz roja (1963)
- Viejas historias de Castilla la Vieja (1964)
- USA y yo (1966)
- El libro de la caza menor (1966)
- Cinco horas con Mario (1966)
- Parábola del náufrago (1969)
- Por esos mundos : Sudamérica con escala en las Canarias (1970)
- Con la escopeta al hombro (1970)
- La mortaja (1970)
- La primavera de Praga (1970)
- Castilla en mi obra (1972)
- La caza de España (1972)
- El príncipe destronado (1973)
- Las guerras de nuestros antepasados (1975)
- Vivir al día (1975)
- Un año de mi vida (1975)
- SOS : el sentido del progreso desde mi obra (1976)
- Alegrías de la Caza (1977)
- El disputado voto del señor Cayo (1978)
- Aventuras, venturas y desventuras de un cazador a rabo (1978)
- Un mundo que agoniza (1979)
- Las perdices del domingo (1981)
- Los santos inocentes (1982)
- El otro fútbol (1982)
- Dos viajes en automóvil: Suecia y Países Bajos (1982)
- Cartas de amor de un sexagenario voluptuoso (1983)
- La censura en los años cuarenta (1984)
- El tesoro (1985)
- Castilla habla (1986)
- Tres pájaros de cuenta (1987)
- Mis amigas las truchas (1987)
- 377A, Madera de héroe (1987)
- Mi querida bicicleta (1988)
- Dos días de caza (1988)
- Castilla, lo castellano y los castellanos (1988)
- Mi vida al aire libre (1989)
- Nacho, el mago (1990)
- Pegar la hebra (1991)
- El conejo (1991)
- Señora de rojo sobre fondo gris (1991)
- La vida sobre ruedas (1992)
- El último coto (1992)
- Un deporte de caballeros (1993)
- 25 años de escopeta y pluma (1995)
- Los niños (Delibes)

### Televíziós adaptációk
- El camino, five episodes directed by Josefina Molina(wd) and broadcast on Spanish television in April 1978.
- La sombra del ciprés es alargada ("The Shadow of the Cypress is Long") is a 1990 Mexican-Spanish film directed by Luis Alcoriza(wd)[55]

### Filmek
- El camino, directed by Ana Mariscal(wd) (1964), with Julia Caba Alba(wd), Joaquín Roa, Mary Delgado and Maruchi Fresno[24]
- Mi idolatrado hijo Sisí, adapted as Retrato de Familia, directed by Antonio Giménez-Rico(wd) (1976), with Antonio Ferrandis(wd), Amparo Soler Leal(wd), Mónica Randall(wd) and Miguel Bosé
- El príncipe destronado, adapted as La guerra de papá, directed by Antonio Mercero (1977)
- The Holy Innocents (Aprószentek), directed by Mario Camus (1984) Cannes prize for Francisco Rabal and Alfredo Landa(wd)
- The Disputed Vote of Mr. Cayo, directed by Antonio Giménez-Rico (1986), with Francisco Rabal, Juan Luis Galiardo(wd), Iñaki Miramón and Lydia Bosch(wd)
- El tesoro, directed by Antonio Mercero (1988) One of the first movies with José Coronado(wd)
- La sombra del ciprés es alargada, directed by Luis Alcoriza(wd) (1990)
- Las ratas, directed by Antonio Giménez-Rico (1996)
- Diario de un jubilado, adapted as Una pareja perfecta, directed by Francesc Betriu(wd) (1998), with José Sazatornil(wd) "Saza" and Antonio Resines

### Magyarul megjelent
- A patkányok (Las ratas) – Patak Könyvek, Leányfalu, 2008 · ISBN 978-963-87237-3-4 · Fordította: Pávai Patak Márta

## Fordítás
- Ez a szócikk részben vagy egészben  a   Miguel Delibes című angol Wikipédia-szócikk fordításán alapul.  Az eredeti cikk szerkesztőit annak laptörténete sorolja fel. Ez a jelzés csupán a megfogalmazás eredetét és a szerzői jogokat jelzi, nem szolgál a cikkben szereplő információk forrásmegjelöléseként.